# Euproctis semirufa
Euproctis semirufa är en fjärilsart som beskrevs av James John Joicey och Talbot 1917. Euproctis semirufa ingår i släktet Euproctis och familjen tofsspinnare. Inga underarter finns listade i Catalogue of Life.